# Roseanne Supernault
Roseanne Supernault est une actrice canadienne de cinéma et de télévision issue de la communauté Métis.

## Biographie
Née dans l'Alberta, Roseanne Supernault est d'origine Métis et Cris.

## Filmographie
- 2009-2014 : Blackstone (série télévisée) : Natalie Stoney
- 2010 : Every Emotion costs
- 2013 : Rhymes for Young Ghouls
- 2013 : Maïna (film) : Maïna
- 2018 : Through Black Spruce

## Distinctions
Roseanne Supernault remporte en 2013 le Prix de la meilleure actrice à l'occasion de l'American Indian Film Festival, pour son rôle dans Maïna.